# منتج اتش اس في اتش اس
اتش اس في اتش اس ( بالكرواتية : Višenamjenska Hrvatska Strojnica ) عبارة عن بندقية هجومية بخرطوشة مقاس 5.56 × 45 مم تم تصميمها وتصنيعها بواسطة منتج النظام المنسق ‏ في كرواتيا . تم تقديم بندقية اتش اس في اتش اس لأول مرة في معرض iKA لعام 2007، وهو المعرض السنوي للابتكار الكرواتي الذي يقام في مدينة كارلوفاتش . بدأ التطوير بطلب من الجيش الكرواتي للحصول على بندقية مشاة جديدة لتلبية معايير الناتو .